# Marcus Tulio Tanaka
Marcus Tulio Tanaka (født 24. april 1981) er en japansk professionel fodboldspiller, som spiller for den japanske fodboldklub Nagoya Grampus. Han er forsvarsspiller, og er også en del af det japanske fodboldlandshold. Tulio Tanaka har spillet for flere forskellige klubber i sin karriere, herunder Urawa Red Diamonds og Sanfrecce Hiroshima.
Han blev desuden udtaget til Japans VM-trup ved VM i fodbold 2010 i Sydafrika.